# Ralph McPherson
Ralph David McPherson (* 9. Dezember 1958) ist ein ehemaliger US-amerikanischer Basketballspieler. Nach seinem Studium spielte McPherson zunächst in der „Minor League“ CBA, bevor er ab 1985 in deutschen Basketball-Bundesliga spielte und 1988 Deutscher Meister mit dem BSC Saturn aus Köln wurde. Ab 1988 spielte er fünf Jahre lang in der spanischen Liga ACB für die Vereine aus Vitoria-Gasteiz und Murcia. Nach weiteren Stationen in der CBA und Deutschland spielte er in der Saison 1995/96 für den ABC Merkur aus Graz in der österreichischen A-Liga. Anschließend kehrte McPherson in seine Heimat Arlington (Texas) zurück und arbeitete für einen internationalen Pharmakonzern.

## Karriere
McPherson ging in Arlington zur Schule und wechselte 1977 zum Studium an die Texas Tech University in Lubbock, wo er auch zwei Jahre für das Hochschulteam Red Raiders in der damaligen „Southwest Conference“ der NCAA spielte. Nach zwei Jahren kehrte er in seine Heimatstadt zurück und setzte sein Studium an der University of Texas at Arlington fort. Nach den Regularien der NCAA war er nach dem Hochschulwechsel für ein Jahr für Meisterschaftsspiele nicht spielberechtigt und spielte ab 1980 noch zwei Spielzeiten für das Mavericks genannte Hochschulteam, damals noch in der Southland Conference. Die UT-Arlington nahm McPherson 2002 in ihre „Athletic Hall of Honor“ (deutsch Sportler-Ehrenhalle) auf.
Im NBA-Draft 1982 wurde er auch von den Mavericks ausgewählt, jedoch diesmal von der Profimannschaft aus dem benachbarten Dallas. Erst in der vorletzten Runde an 188. Stelle ausgewählt konnte sich McPherson wenig Hoffnung auf ein Engagement in der US-Liga NBA machen und so begann er seine Profikarriere schließlich in der CBA bei den Albany Patroons an der Ostküste. Unter Trainerneuling Phil Jackson, zuvor nur Assistenztrainer bei den New Jersey Nets, später aber Rekordtrainer mit den meisten NBA-Meisterschaften, gewannen die Patroons in der zweiten Saison 1984 ihre erste Meisterschaft in der CBA. McPherson trug zum Gewinn des Meistertitels erheblich bei (44 Spiele: 17,0 Punkte, 8,8 Rebounds/Spiel). Nach der dritten Spielzeit mit den Patroons verließ McPherson 1985 vorerst die CBA.
Zur Saison 1985/86 wechselte McPherson zum ehemaligen deutschen Meister ASC 1846 aus Göttingen, der seinen Meistertitel zuvor an den TSV Bayer 04 Leverkusen verloren hatte. Unter seinem Landsmann Terence Schofield als Trainer gelang es den Göttingern jedoch auch 1986 nicht, die Rheinländer vom Thron zu stoßen, stattdessen landete man auf einem enttäuschenden achten Platz in der Abschlusstabelle und schied im Play-off-Viertelfinale aus. Für die folgende Spielzeit wurde er dann vom Ligakonkurrenten aus Bamberg verpflichtet. Mit diesem erreichte er einen vierten Platz nach Hauptrunde und Play-offs, nachdem man im Halbfinale gegen Titelverteidiger Leverkusen und die Serie um den dritten Platz gegen den MTV Gießen verlor. McPherson war in dem Spieljahr mit 634 Punkten bester Korbschütze der Bamberger. Für die darauffolgende Saison 1987/88 wurde McPherson dann vom neuen Meister BSC Saturn Köln verpflichtet. Dort war die Ausländerposition bereits durch Bryan Warrick besetzt, so dass McPherson hauptsächlich in Spielen im Europapokal der Landesmeister eingesetzt wurde, wo zwei Ausländer im Unterschied zur Bundesliga spielberechtigt waren. In diesem europäischen Wettbewerb zeigte man starke Vorstellungen und erreichte die Hauptrunde der besten acht Mannschaften. Auch in der Bundesliga konnte man den Meistertitel für den Verein verteidigen. 1988 stieg der Hauptsponsor der Kölner Mannschaft aus und McPherson verließ den Verein.
Für die Saison 1988/89 wurde McPherson vom spanischen Erstligisten Taugrés aus dem baskischen Vitoria verpflichtet. Über den Gruppensieg in der zweiten Gruppenphase erreichten man noch die Play-offs um die spanische Meisterschaft, in denen man im Viertelfinale gegen den späteren Vizemeister Real Madrid ausschied. McPherson überzeugte in seinem ersten Jahr in Spanien mit 23,6 Punkten je Einsatz und zeigte auch in den folgenden Jahren in der Liga ACB seine Stärken im Angriff: Insgesamt kam der Schnauzbartträger in fünf Jahren in Spanien auf einen Mittelwert von 20,9 Punkten pro Spiel. Nach einer weiteren Spielzeit bei Taugrés wechselte er 1990 zum Ligakonkurrenten Juver Murcia. In seiner dritten Spielzeit bei diesem Verein wurde McPherson, zu dessen Stärken der Distanzwurf zählte, nur noch als Spieler auf Abruf eingesetzt, der nach Verletzungen von Landsleuten verpflichtet wurde. Für die folgende Spielzeit 1993/94 kehrte er noch einmal in die CBA zurück und spielte für die Renegade aus Rochester. Das zuvor erfolglose Team konnte unter Trainer Bill Musselman zusammen mit dem ehemaligen Leverkusener Clinton Wheeler, mit dem McPherson schon 1985 bei den Albany Patroons zusammengespielt hatte, kurzzeitig wiederbelebt werden, bevor es in der folgenden Spielzeit seinen Spielbetrieb einstellte.
Für die Spielzeit 1994/95 kehrte McPherson noch einmal in die deutsche Bundesliga zurück und erreichte mit dem MTV 1846 Gießen die Play-offs, wo man in der ersten Runde seinem ehemaligen Verein aus Bamberg unterlegen war. McPherson erzielte für den MTV in 26 Einsätzen im Mittel 19,1 Punkte und 8,3 Rebounds. Eine abschließende Spielzeit verbrachte McPherson in der ersten österreichischen A-Liga, konnte sich aber mit seiner Mannschaft, dem ABC Merkur Graz, nicht im Vorderfeld platzieren.